# 2,6-二氯吡啶
2,6-二氯吡啶是一种含氮有机氯化合物，化学式C
5H
3Cl
2N，是六种二氯吡啶的同分异构体之一，常温常压下为白色固体。